# Cerveza DAB
Dortmunder Actien Brauerei es una marca de cerveza alemana creada y fabricada en la ciudad Dortmund.

## Historia
Fue fundada en la ciudad de Dortmund por los empresarios Laurenz y Heinrich Fischer, Friedrich Mauritz y el maestro cervecero Heinrich Herberz en 1868. Originalmente, se llamó Herberz & Co Cervecería. 
Tras su expansión y crecimiento en el año 1872 cambió su nombre a "Dortmunder Actien Brauerei".
En 1879, la empresa comenzó a exportar su cerveza a nivel internacional. En 1881, Carl von Linde equipó la cervecería con una de sus máquinas de refrigeración, lo que permitió el surgimiento y crecimiento de la cerveza de fermentación baja. En 1893, la fábrica de cerveza estableció un laboratorio químico y bacteriológico si bien tras el estallido de la Primera Guerra Mundial la producción de cerveza bajó significativamente. 
La fábrica, que contaba con una amplia conexión ferroviaria propia para su transporte y abastecimiento, quedó destruida como consecuencia de la Segunda Guerra Mundial y fue reconstruida en el año 1949. 
Se la conoce por ser la cerveza favorita de Erich Honecker, exlíder de la Alemania Oriental.

### 1959 - 1983
A partir del año 1959 esta compañía comenzó a abandonar los viejos barriles de madera para reemplazarlos por los nuevos de aluminio. En 1971 adquiere a su competencia, la cervecería Hansa.
Posteriormente, DAB comienza a construir una nueva y moderna fábrica de cerveza que culminada e inaugurada en 1983, siendo en su momento la más grande del área del Ruhr.
Sin embargo, el costo de la adquisición de la Cervecería Hansa en 1971 fue sustancial y gravó a DAB en los años venideros. Las decisiones cuestionables de la dirección de la empresa en la década de 1990 exacerbaron la situación, lo que llevó al colapso de las marcas de la empresa y al aumento de la producción de marcas genéricas para hacer uso de las capacidades. Ni siquiera la adquisición de las marcas de otro competidor local en dificultades económicas, la Kronen Brewery no pudo detener la tendencia a la baja. Hasta el día de hoy dicha compañía es la última cervecería existente en Dortmund. 

### Accionista
Su principal accionista es el grupo de cervecerías Radeberger, que a su vez pertenece a la empresa fundada por August Oetker, uno de los actores más destacados de la industria de alimentos y bebida alemana. 

### Dortmunder Hansa
Dortmunder Hansa es una serie de cervezas de Dortmund, elaboradas por Dortmunder Hansa Brewery, una división de Dortmunder Actien Brauerei. Popularmente es conocida por su precio económico. 
Hansa elabora una variedad de cervezas, incluidas: Pilsener, Altbier, Malzbier, Kölsch y cerveza de trigo. Debido a su bajo precio, Hansa Pils se usa a menudo en Radler. El bajo precio también llevó a su popularidad en la subcultura punk en Alemania.

### Fábrica
La antigua fábrica de cerveza Hansa está ubicada en la sección norte-central de Dortmund, y hoy funciona como Dortmunder Actien Brauerei, que adquirió a Dortmunder Hansa en 1971. La instalación también alberga el Museo de la Cervecería Dortmunder. Antes de cambiar su nombre a Dortmunder Hansa, la cerveza se elaboraba en el mismo lugar, luego se llamaba Borussia Brewery.